# Kykladerna (prefektur)
Kykladerna var en prefektur i Grekland.   Den låg i regionen Sydegeiska öarna, i den sydöstra delen av landet, 120 km sydost om huvudstaden Aten. Antalet invånare var 119 549. Arean är 2 572 kvadratkilometer. Kykladerna gränsar till Egeiska havet.
Perfekturen delades 2011 i regiondelarna Andros, Kea-Kythnos, Milos, Mykonos, Naxos, Paros, Syros, Santorini och Tinos.